# Gösta Percy
Erik Gösta Percy, född 8 augusti 1910 i Kungsholms församling i Stockholm, död 9 november 1998 i Saltsjöbaden, var en svensk musikskribent och författare.
Gösta Percy växte upp i Saltsjöbaden och var adoptivson till byggnadsingenjören och direktören Johan August Emanuel (Pettersson) Percy och Anna Sofia Elisabet Lindström. 
Efter akademiska studier blev han filosofie kandidat. Som musikskribent medverkade Percy bland annat med 72 biografier om klassiska tonsättare i ”Musikguiden”. Hans utgivna böcker handlade också om Kurt Atterberg och Wilhelm Peterson-Berger. 
Han var gift första gången 1935–1949 med Harriet Sigrid Lotten Dahlberg (1914–1995) och fick med henne två döttrar, födda 1936 och 1938. Andra gången gifte han sig 1950 med pianisten Harriet Percy (1918–2001) vars son Staffan Percy (född 1946) tog styvfaderns namn.
Han är begravd på Skogsö kyrkogård i Saltsjöbaden i en grav där även andra hustrun och föräldrarna vilar.